# 南豆蔻山脈國家公園
11°25′43″N 103°40′02″E / 11.428598°N 103.667159°E

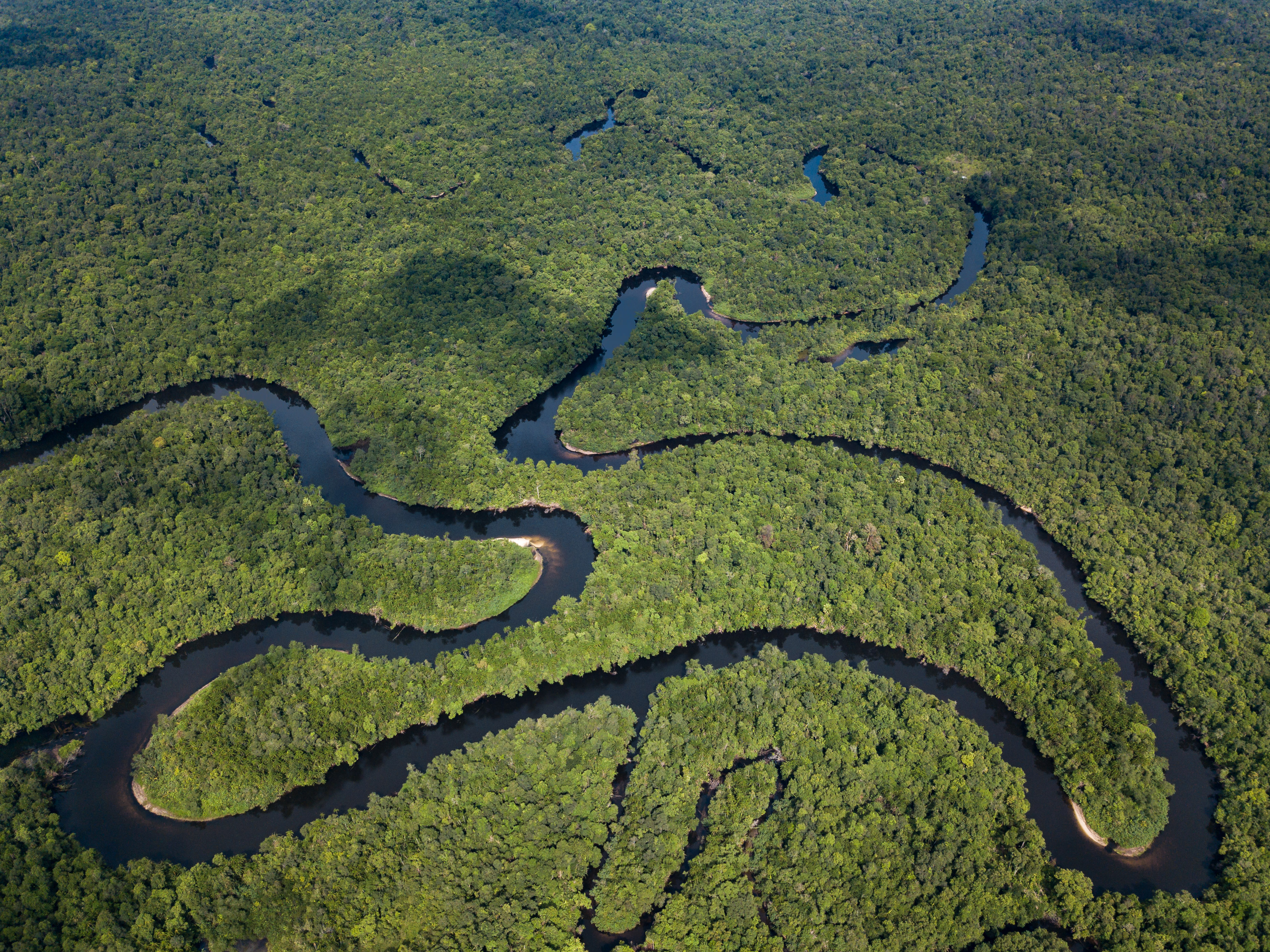

南豆蔻山脈國家公園是柬埔寨的國家公園，位於該國西南部，橫跨戈公省、菩薩省、磅士卑省、西哈努克省，處於豆蔻山脈南部，成立於2016年5月9日，面積4,104平方公里。